# 御前原城
御前原城（ごぜんぱらじょう）は、栃木県矢板市早川町にあった日本の城（平山城）。栃木県指定史跡。塩谷城、塩谷故城、中村城などとも言う。正和4年（1315年）築城、正保元年（1644年）9月19日廃城。

## 築城年代と経緯について
御前原城の築城年代については、治承・寿永年間（1177年～1183年。間に養和の年号あり）に塩谷頼純により築城されたとする説と、正和4年（1315年）に塩谷頼安により築かれたとする説がある。『日本城郭大系』によると、塩谷頼純説が地元伝承、塩谷頼安説が『塩谷記録』の説だという。また『日本城郭大系』は両説とも伝説の域を出ないとしている。ただし、前者の説の場合、治承・寿永年間には、すでに塩谷頼純は没しており、この点において正和4年築城説が有力と考えられている。さらに発掘調査でも、御前原城の築城年代は1400年初め頃と推測されており、より年代の近い正和4年説が有力となっている。また、御前原城には、元々塩谷郡衙があったとする説があるが、塩谷氏が塩谷郡の支配地として当地を選び、御前原城を居城のひとつとして扱ったことは、これを裏付けている。

## 塩谷頼安について
築城者とされる塩谷頼安については、塩谷氏のいずれの系図にもその名が見当たらない。同年代のいずれかの塩谷氏の人物の別称である可能性もあるが、今のところ確証はない。但し、宇都宮氏の系図のひとつである『藤氏道兼公孫』という系図には、塩谷朝定の父である盛朝の弟として塩谷業泰(なりやす)という者が存在する。秋田塩谷系譜では、盛朝の弟には、年齢順に朝宗（「藤氏道兼公孫」では「家朝」)、朝基、重朝(末に横田親業室の女子1人）しかいないが、この系図では、朝基と重朝の間に業泰がいることになっている。塩谷頼安とはほぼ同年代の人物であり、名前が似ているが、塩谷頼安と塩谷業泰が同一人物であるかは不明である。

## 沿革
御前原城は、川崎城とともに塩谷氏の居城として機能していたが、その時代の事績は、あまり後世に伝わっていない。これは、御前原城を居館、川崎城を詰め城とし、同じ居城でも、戦の時の御前原城は、川崎城の支城として機能していた事も理由のひとつだが、御前原城がある中村一帯が、水田適地が少なく、経済的開発に適さない土地柄であったため、御前原城周辺が発展せず、次第に居館でも別邸としての要素の方が強くなっていったため、伝わる事績が少なかったという事情もある。塩谷義綱の時代、御前原の城主は、その庶兄である義通が城代を務めていたが、御前原の城代は、代々当主に近い一族が勤めていたと考えられている。
天正18年（1590年）の小田原の役をきっかけに、塩谷氏の家臣岡本正親が独立を果たすと、その姉の子であり、正親の娘婿でもある塩谷義通も中村と木幡合わせて約1000石の所領を以って独立し、義通は、御前原城を居城とする。慶長3年（1598年）に義通が没すると、嫡男義保が叔父であり義父でもある正親の岡本家を継いでいたため、次男の岡本保真が、塩谷惣十郎を名乗り家督を継ぎ、御前原城の城主となる。
しかし、正保元年（1644年）3月10日、泉騒動が勃発し、これにおいて保真（惣十郎）が殺害されると、この騒動のために岡本氏は改易になり、御前原城は廃城となる。

## 歴代城主
| 城主       | 生没年                                                    | 備考                               |
| ---------- | --------------------------------------------------------- | ---------------------------------- |
| 塩谷頼安   | 生没年不詳                                                | 塩谷氏系図に名が無し。             |
| 塩谷義通   | 天文16年（1547年）月日不詳生～慶長3年（1598年）11月1日没  |                                    |
| 塩谷惣十郎 | 天正10年（1582年）月日不詳生～正保元年（1644年）3月10日没 |                                    |
| 塩谷保正   | 生没年不詳                                                | 保真三男。保真の死後から廃城まで。 |

## 世なおし騒動
慶応3年（1867年）2月7日午前10時、「世直し大明神」の旗を押し立てて約150名の近郷在住の農民が御前原城跡に集結し、百姓一揆が勃発する事件が発生する。翌日の8日には、その数は倍の約300名にもなり、近隣の富豪の家を襲い、借金帳消しを要求して借用証文を焼き、金品食糧を強奪した。御前原周辺の領地は、当時、数多くの大名家や旗本に領地分けされており、200石程度の石高しかなかった御前原城のある中村ですら二分割され一村二給となっているような状態で、そうした変則的な統治に苦しんでいた農民たちの不満が、慶応2年（1866年）5月に摂津国で発生した打ちこわしに乗じて一気に爆発し、勃発した一揆であった。
摂津国で勃発した打ちこわしは、当時、凶作や幕府の長州征伐のために米価が高騰していたため起きたもので、その影響は関東にも波及し、関東各地でも一揆が起こっていたが、御前原で起きた一揆もこの流れのものであった。
御前原の一揆勢は、まず2月7日に塚原村（現・矢板市大字木幡小字塚原）の利右衛門宅を襲い、翌8日以降には、安沢村（現矢板市安沢）の豪商嶋屋徳兵衛、万屋利兵衛宅を襲った。その勢いのまま川崎宿（現・同市川崎反町）を襲おうとしたが、宇都宮藩の軍勢が到着し、鉄砲隊による攻撃が一揆勢に浴びせられ、一揆勢は御前原城に撤退する。2月12日、当地の代官望月善一郎率いる鉄砲隊を加えた約500名の軍勢が御前原城を包囲、攻撃を開始すると一揆勢はこれに降伏して壊滅した。
その後、川崎反町の名主宅で裁きが行われ、大半は百叩きの刑などの軽い刑罰で済んだが、重罪の者は江戸に送られ、八丈島などへの島流しとなった。この裁きにより認定された首謀者は、木幡村（現・矢板市木幡）5名、成田村（現・同市成田）3名、後岡村（現・同市後岡)1名、幸岡村（現・同市幸岡）1名、山田村（現・同市山田）1名である。しかし、この一揆には、矢板地域の者だけでなく、地域外の者も参加しており、矢板地域外からも3名の首謀者が認定されており、無宿人も多く参加し、強奪を働いたのは、主にはこの無宿人たちであった。したがって、一揆勢の思惑も、農民たちと無宿人たちとの間では異なっており、物価高騰による生活苦のために借金の帳消しなどを求めた農民たちの一揆の動機と、無宿人たちがこの一揆に参加した動機は、大義名分の有無などに大きな違いがあることなどを把握しておかなければならない。

## 御前原城の現在
御前原城には、現在主郭とその近周囲部に良好な遺構が残り、栃木県指定史跡となり「御前原公園」として整備されている。しかし、主郭以外の遺構は、シャープの工場用地として開発されて壊滅している。ちなみに、シャープの旧社名が早川電機工業であったため、御前原周辺は早川町とも呼ばれている。

## 参考資料
- 矢板市史編集委員会編 『矢板市史』矢板市、1981年。
- 矢板市教育委員会編 『ふるさと矢板のあゆみ』矢板市、1989年
- 『塩谷朝業』 塩谷朝業顕彰会 昭和50年（1975年）